# HandBrake
HandBrake — відкритий інструмент для багатопотокового перекодування відеофайлів з одного формату в інший. Програма доступна як в варіанті, що працює в режимі командного рядка, так і з графічним інтерфейсом. Код проекту написаний мовою Сі (для Windows GUI реалізований на .NET) та поширюється під ліцензією GPL. Бінарні складання підготовлені для Linux (Ubuntu, Flatpak), macOS і Windows.
Програма може перекодувати відео з BluRay/DVD-дисків, копій директорії VIDEO_TS і будь-яких файлів, формат яких підтримується бібліотеками libavformat і libavcodec зі складу FFmpeg / LibAV. На виході можуть бути сформовані файли в таких контейнерах, як WebM, MP4 і MKV, для кодування відео можуть бути застосовані кодеки AV1, H.265, H.264, MPEG-2, VP8, VP9 і Theora, для звуку — AAC, MP3, AC-3, FLAC, Vorbis і Opus. З додаткових функцій присутні: калькулятор бітрейту, попередній перегляд в процесі кодування, зміна розміру і масштабування картинки, інтегратор субтитрів, широкий набір профілів конвертації для заданих типів мобільних пристроїв.

## Функції

### Підтримувані джерела
- Відео (.avi) (.mkv) (.mp4) (.mpeg) (.flv) (.wmv) і багато інших …
- Будь-які DVD-сумісні джерела: папка VIDEO TS, VD-образ або DVD-диск (підтримується кодування за допомогою libdvdcss) PAL або NTSC, AC-3, LPCM або MPEG-audio.
- Формати підтримувані проектом FFmpeg.
- Відео-файли у форматі DV.

### Вихідні формати
- Відео: MP4 и MKV.
- Відеокодеки: MPEG-4, H.264 та H.265 (1 або 2 проходи).
- Аудіо: AAC и AC-3 без перекодування (підтримується кодування декількох звукових доріжок).
- Інші функції: базова підтримка субтитрів; вбудований калькулятор бітрейту; деінтерлейс, кадрування і масштабування відео.